# Caminia
Caminia (/Kami'nia/) è una località balneare situata nel comune di Stalettì (CZ), lungo la Strada statale 106 Jonica.
La lunga spiaggia è posta tra due scogliere. La scogliera destra, quella di Torrazzo, è una parete rocciosa ricca di cavità. Qui trovano riparo rondini, uccelli marini e il falco pellegrino. La vegetazione è composta soprattutto da erbe, fichi d'India, garofani delle rupi, lentischi, olivastri ed euforbie.
Sul livello del mare, invece, si aprono i due ingressi della grotta di San Gregorio, in cui secondo la tradizione sarebbero arrivate le reliquie di San Gregorio Taumaturgo.
La scogliera sinistra è occupata da villette e abitazioni che degradano verso il mare e che proseguono verso il versante di Pietragrande.
Tra la ferrovia e la vecchia statale si trovano i resti della chiesa bizantina di Panaja (dal greco tutta santa), dedicata alla Madonna, ne rimane solo parte di un'abside e parte di un muro con tracce d'intonaco, databile quest'ultimo forse a un'epoca altomedioevale.

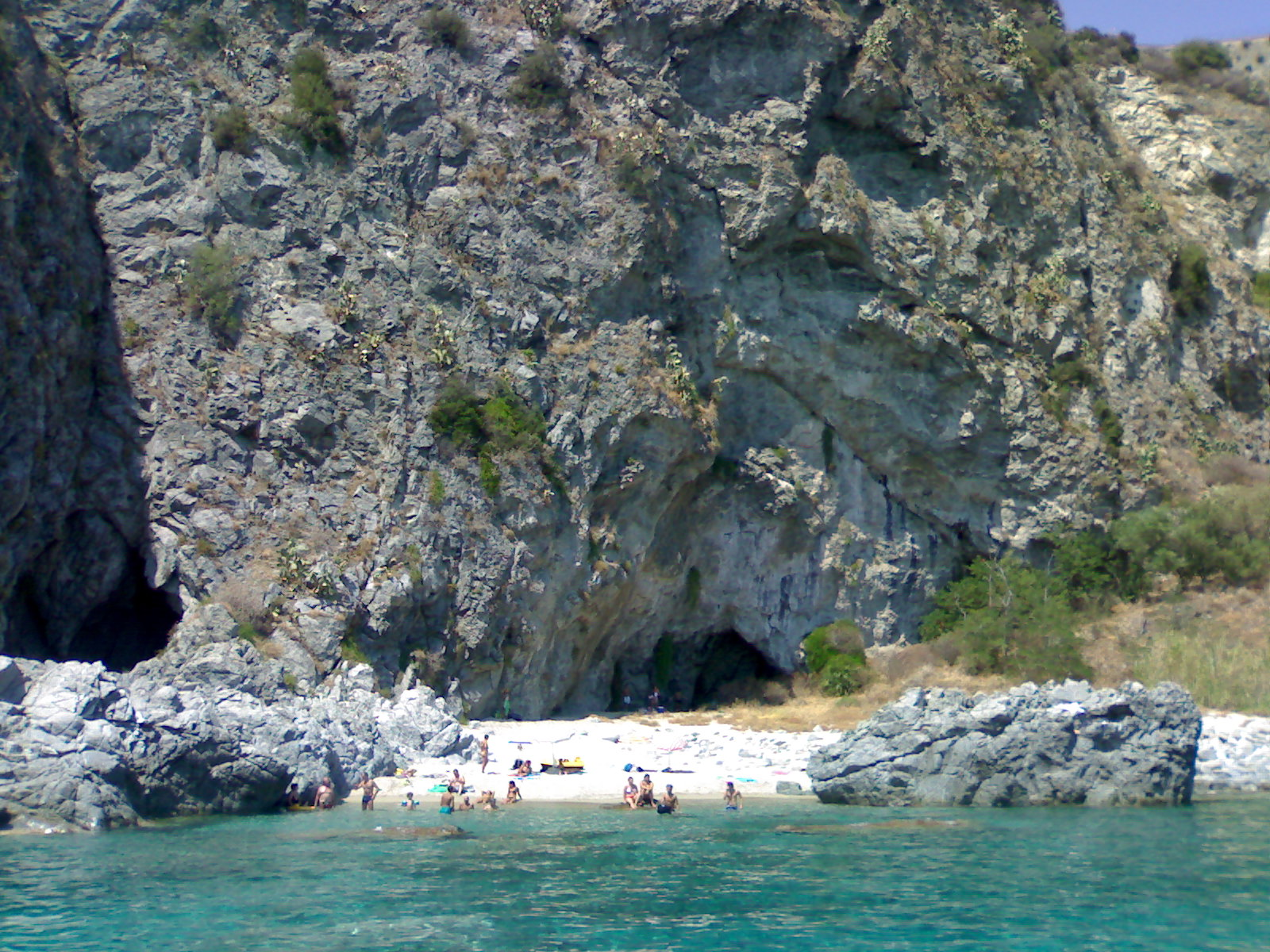
La scogliera di Torrazzo e le grotte viste dal mare